# 콘라트 파이트

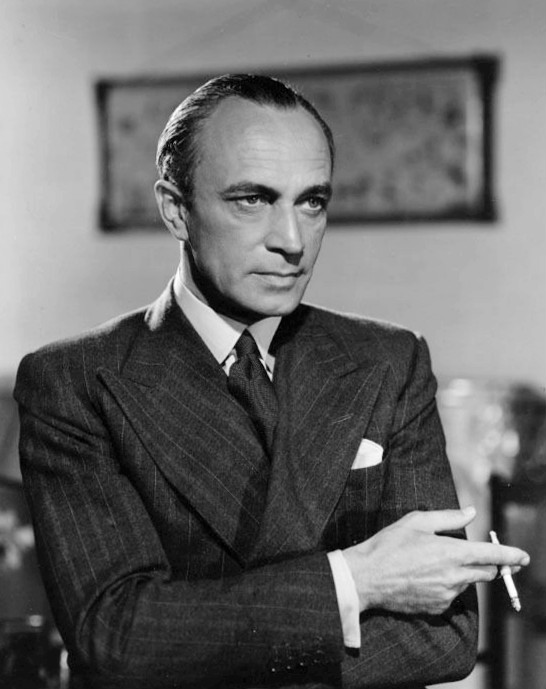

콘라트 파이트(독일어: Conrad Veidt, 1893년 1월 22일 ~ 1943년 4월 3일)는 20세기에 활동했던 독일의 배우이다. 《칼리가리 박사의 밀실》과 《웃는 남자》의 주연으로 알려져 있다.
베를린에서 태어났으며 할리우드에서 사망하였다. 사인은 심근 경색이다.

## 영화
- 카사블랑카 (1942년) - Maj. 스트라저 역
- 어 우먼즈 페이스 (1941년)
- 이스케이프 (1940년) - 제너럴 커트 브라운 콜브 역
- 콘트러밴드 (1940년)
- 바그다드의 도둑 (1940년) - 자파 역
- 스파이 인 블랙 (1939년)
- 어두운 여로 (1937년)
- 로마행 특급열차 (1932년)
- 더 아더 사이드 (1931년)
- 춤추는 의회 (1931년)
- 회의는 춤춘다 (1931년)
- 웃는 남자 (1928년)
- 올락의 손 (1924년)
- 쓰리 왁스 맨 (1924년)
- 크리스티안 반샤퍼, 파트 2: 더 이스케이프 프롬 더 골든 프리즌 (1921년)
- 밤으로의 여행 (1921년)
- 리차드 3세 (1919년)
- 칼리가리 박사의 밀실 (1919년)
- 여름밤의 기묘한 이야기 (1919년)
- 다이어리 오브 어 로스트 우먼 (1918년) - 닥터 율리우스 역